# Preti operai
I preti operai sono quei presbiteri, soprattutto cattolico-romani, che, a partire dal secondo dopoguerra prima in Francia e poi in molti altri paesi dell'Europa occidentale, hanno lavorato in fabbrica come operai; in alcune nazioni, come in Italia, questi preti si sono riuniti in associazione.

## Storia

### Nascita dell'esperienza in Francia
Nel 1943, viene pubblicato in Francia un libro-inchiesta, scritto dall'abate Godin ed intitolato Francia: terra di missione? (France, pays de mission?).
Questo volume dimostra, con il metodo dell'indagine sociologica, che la religione cattolica in molti strati della popolazione francese, specialmente nella classe operaia, non è così diffusa se non in modo superficiale e non approfondito, e che la Chiesa cattolica è vista come lontana dalla propria esperienza di vita.
Questo studio colpisce alcuni preti francesi, che si accorgono all'improvviso di guidare una Nazione ormai lontana dalla fede: il cardinale arcivescovo di Parigi Emmanuel Célestin Suhard fonda così la Missione di Francia, concedendo ad alcuni preti di lavorare nelle fabbriche per avvicinarsi al mondo operaio.
Questo tipo di presenza si colloca in continuità con le intuizioni di Joseph-Léon Cardijn, che aveva fondato pochi anni prima in Belgio la Jeunesse Ouvrière Chrétienne, che proprio in quel periodo si stava diffondendo anche in Francia.
Nasce quindi all'inizio degli anni cinquanta il movimento dei preti operai, che si estende nei principali paesi dell'Europa occidentale (in particolare in Belgio, Italia, Gran Bretagna e Germania Ovest). In Francia, dopo dieci anni di attività, la JOC contava 65.000 aderenti e pubblicava un giornale, “Jeunesse Ouvrière” che tirava poco meno di 270.000 copie.
Tra i più noti in Francia, il domenicano Jacques Loew, che lavorò come scaricatore di porto a Marsiglia e fondò, nel 1955, la MOPP (Mission Ouvrière saints Pierre-et-Paul) e il prete Michel Favreau, che è morto in un incidente sul lavoro.

### Le accuse ai preti operai
L'esperienza dei preti operai francesi venne presto accusata da una parte delle gerarchie ecclesiastiche di essere pericolosa per l'integrità della fede e della testimonianza cristiana: alcuni preti vennero accusati di essere vicini al comunismo.
Nel 1954 Pio XII ordinò a tutti i preti operai di tornare alla loro precedente attività pastorale o parrocchiale, o di entrare in comunità religiose che fossero presenti a fianco ai lavoratori, ma non all'interno delle fabbriche.
Il cardinale Giuseppe Pizzardo si distinse particolarmente nella repressione di questa esperienza: nominato Prefetto della Congregazione dei Seminari, nel luglio del 1954 proibì a tutti i seminaristi di farsi assumere in fabbrica, per via del pericolo di contaminazione intellettuale e morale. Cinque anni dopo fu l'autore della lettera ai preti operai in cui li si obbligava a scegliere tra vita operaia e vita presbiterale.
Alcuni preti abbandonarono il ministero, in rottura con queste decisioni del Vaticano; dopo il Concilio Vaticano II, nel 1965, i preti operai vennero riabilitati e Paolo VI diede il consenso a quest'esperienza. Nella lettera apostolica Octogesima adveniens del maggio 1971, scriverà che «la Chiesa ha inviato in missione apostolica tra i lavoratori dei preti che, condividendo integralmente la condizione operaia, ambiscono di esservi i testimoni della sollecitudine della Chiesa» (n.48).

### I preti operai in Italia
Il primo prete operaio italiano fu Bruno Borghi (1922-2006), amico di Don Milani, che prese servizio alla Nuovo Pignone di Firenze nel 1950 nonostante il divieto di Pio XII e che in seguito ai numerosi attriti con la Curia toscana abbandonò il sacerdozio negli anni '70. 
Nel 1956 fu la volta di Sirio Politi (1920-1988), che lavorò al porto di Viareggio negli anni cinquanta e sessanta e pubblicò il suo diario di vita in fabbrica, dal titolo Uno di loro. All'inizio degli anni '60 gli fu imposto di scegliere tra fare il prete o l'operaio: lasciò il cantiere, ma continuò a mantenersi con il lavoro artigianale fino a quando, dopo il Concilio Vaticano II, poté riprendere l'esperienza in fabbrica.
La fine del Concilio nel dicembre del 1965 fece rinascere in molti sacerdoti la voglia di riprendere l'esperienza. Nell'ottobre del 1966 (e fino al 1972) iniziò a lavorare in una piccola fabbrica di Casale Monferrato don Gino Piccio.
La città dove, numericamente, a partire dagli anni sessanta l'esperienza dei preti operai è stata più consistente è stata Torino, dove si è legata ad altre esperienze come la Gi.O.C. e le comunità di base di corso Regina Margherita e via Vandalino, grazie anche alla spinta data in favore di questa scelta presbiterale dal cardinale Michele Pellegrino ed alla preesistente presenza dei cappellani del lavoro voluti dall'arcivescovo Maurilio Fossati (di cui il più noto è Esterino Bosco); il primo prete operaio torinese è stato, negli anni sessanta, Carlo Carlevaris che decise di intraprendere questa strada dopo essere stato licenziato, come cappellano, dagli stabilimenti FIAT di Torino nel 1962 perché giudicato non funzionale alla politica dell'azienda e si impegnò per venti anni in fabbrica come operaio, militante sindacale nella Cisl, dal 1967 al 1986. Nel 1967, a seguito di un appello fatto da Carlevaris al Seminario di Rivoli, molti chierici iniziarono a lavorare in fabbrica: tra essi Gianni Fornero, Silvano Bosa e Gianni Fabris, che dopo l'ordinazione continueranno a fare gli operai: preti-operai, dunque. Altri seminaristi, come ad esempio Mario Operti, con l'inizio del ministero presbiterale scelsero invece di interrompere il proprio lavoro in fabbrica. Tra i più noti preti operai torinesi (che numericamente raggiungeranno l'apice negli anni settanta), oltre a quelli citati, si ricordano Carlo Demichelis, Leo Paradiso, Giacomo Garbero e Aldo D'Ottavio. Quest'ultimo, operaio alla Lancia di Chivasso, fu licenziato dall'azienda e denunciato per apologia del terrorismo; difeso dall'allora vescovo di Ivrea Luigi Bettazzi, fu poi successivamente reintegrato al termine di una lunga vertenza.
Oltre a Torino, altri preti operai ci furono a Viareggio attorno a Sirio Politi, Rolando Menesini e Luigi Sonnenfeld; ad Alessandria e poi a Milano Luisito Bianchi (che a partire dal 1968 si rifiutò di percepire la “congrua”); a Milano - a partire dal 1974 - Cesare Sommariva, Sandro Artioli e Luigi Consonni; in Veneto a Spinea presso la chiesa dei SS. Vito e Modesto si formò un gruppo di preti operai attorno a don Umberto Miglioranza; a Mestre Roberto Berton; ad Empoli Renzo Fanfani, dopo otto anni di lavoro ai forni della vetreria Savia, nel 1980 aprì un'officina di fabbro nella quale lavorò fino ai primi anni 90.  
A Lucca, Beppe Giordano decise di essere sepolto con indosso una tuta da lavoro perché, scrisse nelle sue volontà, «è nella storia dei preti operai che io mi riconosco». Negli anni '70 i preti operai italiani sono in tutto circa trecento. 
I preti operai elaborarono il loro impegno in numerosi incontri nazionali, il primo dei quali si tenne a Chiavari il 6-7 luglio 1969, tema del convegno: «Vivere il nostro sacerdozio nel lavoro». Nel 1970 si tennero ben due incontri nazionali: nel primo, a Bologna il 25 e 26 aprile, una cinquantina di preti-operai si ritrovarono a discutere sul tema: «Che significato ha per te la preghiera e come preghi in concreto nella tua attuale situazione». Nel secondo, a Firenze il 7 e 8 novembre, il tema dell'incontro fu: «La nostra fede in Cristo vivente oggi». Ma fu nel novembre 1973 a Reggio Emilia col loro quarto convegno nazionale, dal tema: «Fedeltà alla classe operaia, fedeltà a Cristo e al Vangelo nella comunità dei credenti», che per la prima volta e in modo organico i preti-operai si presentarono all'opinione pubblica.
Tra la gerarchia cattolica italiana ci fu un generale atteggiamento di diffidenza verso i preti operai con le eccezioni dell'arcivescovo di Torino Michele Pellegrino, dell'arcivescovo di Lucca Enrico Bartoletti e dell'arcivescovo di Udine Alfredo Battisti.
Anche in Italia, negli ultimi anni, l'esperienza si è molto ridotta dal punto di vista numerico. Nel 1993 sono circa 110, attorno al 2010 non più di 20, la maggior parte dei quali ormai in pensione: ogni anno tengono un convegno, di solito a Bergamo, e hanno una rivista, Pretioperai, nata nel 1986 e diretta da don Roberto Fiorini.